# Lestoidea barbarae
Lestoidea barbarae är en trollsländeart som beskrevs av Watson 1967. Lestoidea barbarae ingår i släktet Lestoidea och familjen Lestoideidae. Inga underarter finns listade i Catalogue of Life.